# Androsace halleri
Androsace de Haller
Espèce
Classification phylogénétique
Androsace halleri,  l'Androsace de Haller (synonyme A. carnea sbsp halleri (L.) et var. rosea (Jord. & Fourr.)) est une espèce de plantes à fleurs de la famille des Primulaceae.
C'est une petite plante herbacée qui se rencontre principalement sur pelouse alpine et rochers, dans les hauts sommets du Massif central, et plus rarement dans les Vosges, les Cévennes, l'est des Pyrénées et les monts Cantabriques. Elle ne mesure que 5 à 7 cm.